# John Bacon

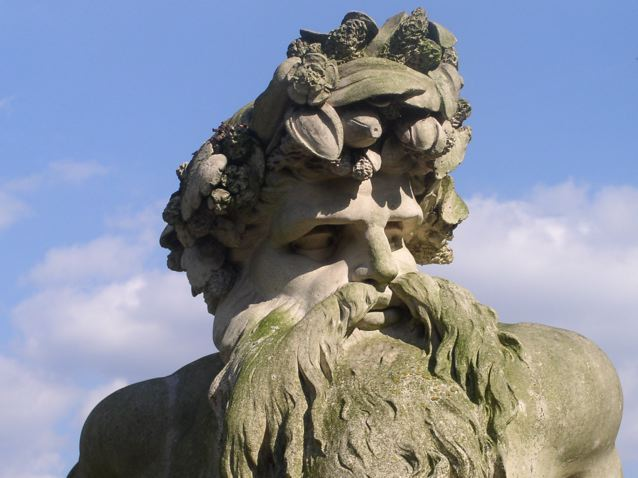
John Bacon, Il Padre Tamigi

John Bacon (Londra, 1740 – Londra, 1799) è stato uno scultore inglese.

## Biografia
Modesto ceramista e lavoratore di porcellane, riuscì per lo più nelle opere di piccole dimensioni, ma con particolareggiati dettagli, esprimendo una grande finezza artistica.
Tra le sue grandi opere si ricorda una statua a John Pitt, II conte di Chatham (1779), un monumento a Howard e uno a S. Johnson.